# One Piece
One Piece (ワンピース Wan Pīsu?) este o serie manga și anime scrisă și ilustrată de Eiichiro Oda, care a fost serializată în revista Weekly Shōnen Jump de pe 4 iulie 1997. Capitolele individuale sunt publicate în volume tankōbon de către Shueisha. Primul a fost lansat pe 4 decembrie 1997, ajungându-se la 103 de volume în August 2022. One Piece urmărește aventurile lui Monkey D. Luffy, un adolescent de 19 ani, care obține puteri supernaturale după ce mănâncă un fruct magic, și echipajul său de pirați, numiți Straw Hats. Visul lui Luffy este să găsească cea mai mare comoară din lume, One Piece, devenind astfel următorul Rege al Piraților. Când a creat seria, Oda a fost puternic influențat de manga Dragon Ball.
Seria a fost adaptată într-un OVA în 1998 de către Production I.G. A fost adaptată apoi într-o serie anime de către Toei Animation, ce a avut premiera în Japonia pe postul Fuji Television pe 20 octombrie 1999. Până în 2 septembrie 2022, 1030 de episoade ale seriei au fost difuzate. Pe lângă OVA și seria anime, One Piece a fost adaptată în 15 filme de lung metraj de către Toei, și multiple jocuri video bazate pe serie au fost lansate.
Cu peste 515 milioane de copii vândute, One Piece se află pe locul unu al celor mai vândute manga din istorie al Weekly Shōnen Jump, și este considerată cea mai aclamată și primul best-selling titlu din Japonia.

## Subiectul
Un băiat numit Monkey D. Luffy, inspirat de către eroul copilăriei sale, "Red Haired" Shanks, pornește într-o călătorie pentru a găsi legendara One Piece, și a deveni noul Rege al Piraților. Pentru a săvârși acest lucru, el trebuie să ajungă la capătul celui mai periculos ocean din lumea "The Grand Line".
Luffy comandă echipajul Piraților Strawhat mai întâi pe apele din East Blue iar apoi prin Grand Line. El urmează traseul defunctului Rege al Piraților, Gol D. Roger, de la o insulă la alta în căutarea comorii One Piece. De-a lungul călătoriei sale echipajul său ajunge să conțină un secund, un navigator, un sniper, un bucătar, un doctor, un arheolog, un constructor de nave, și un muzician.

## Personaje
One Piece are un număr mare de personaje, multe dintre acestea fiind fie pirați, fie marinari. Protagonistul este Monkey D. Luffy, căpitanul piraților Straw Hat. El comandă un echipaj format din alți nouă pirați: Roronoa Zoro, Nami, Usopp, Sanji, Tony Tony Chopper, Nico Robin, Franky, Brook si Jimbe.
Monkey D. Luffy
Monkey D. Luffy (ンキー・D・ルフィ, Monkī D. Rufi)(Recompensa:3 miliarde de Belli) este protagonistul principal al seriei anime și manga One Piece. El este căpitanul echipajului de pirați Palarie de paie, și unul dintre Cele 11 Supernove. Este fiul Liderului Armatei Revoluționare, Monkey D. Dragon, Luffy este cunoscut la nivel mondial din cauză că a provocat la luptă Shichibukaii, Marinarii si chiar Imperatorii, comițând fapte pe care Guvernul Mondial le consideră amenințări. După incidentul Enies Lobby, incidentul Impel Down și războiul de la Marineford, acesta a devenit renumit pentru "nechibzuița" și uneori "nebunia" de care dă dovadă. Nepotul eroului Marinei, Monkey D. Garp și fratele adoptiv al lui Portgas D. Ace și Sabo. Visul lui este să găsească legendara comoară One Piece și să devină astfel Regele Piraților.
Infatisare:Luffy este renumit pentru pălăria lui de paie (din cauza căreia a primit și porecla de "Luffy Pălărie de Paie"), care i-a fost dată de către Shanks , acesta la rândul său primind-o de la Gold D. Roger. După cei doi ani de antrenament , Luffy poartă un cardigan roșu cu patru nasturi și o centură din material galben în jurul mijlocului. A fost rănit grav de unul dintre Admiralii Marinei, Akainu, cu puterea magmei, în războiul de la Marineford, lăsându-i o cicatrice mare în formă de x.
Gol D. Roger
Gol D. Roger cunoscut și sub numele de Gold Roger (ゴールド・ロジャー'Gōrudo Rojā), a fost Regele Piraților ('海賊王' Kaizoku-Ō)(Recompensa:5.564.800.000 de Belli), căpitanul Piraților Roger și deținătorul măreței comori One Piece. A fost de asemenea și iubitul femeii cu numele de Portgas D. Rouge și tatăl biologic al lui Portgas D. Ace.
Înfățișare:Roger era fost un om înalt, care mergea mândru spre execuția sa. Cele mai proeminente trăsături ale sale erau mustața sa neagră și curbată, rânjetul lui fioros și ochii pătrunzători, avea părul negru și gâtul scurt și gros.Ca și alți pirați celebrii, purta o haină lungă și roșie de căpitan.
Personalitate:Se spune despre el că era neînfricat și cei care au fost martori la execuția sa spun că zâmbea chiar și în fața morții. Personalitatea lui Roger este asemănată de multe ori, de către cei care l-au cunoscut, cu cea a lui Luffy. Garp a menționat faptul că pentru a-și proteja echipajul, Roger nu ar fugi niciodată din mijlocul unei lupte. Iubea petrecerile și îi placea să se dea în spectacol. Lucrul acesta s-a vazut prin faptul că a obținut titlul de Rege al Piraților deși a fost executat public. Deși nu a fost arătat prea mult în serie, Roger putea fi un inamic nemilos când se enerva. Acest lucru a fost evidențiat atunci când i-a omorât, din motive necunoscute, pe foștii membrii ai echipajului lui Squard. Roger era iute la mânie și riposta chiar și la cea mai mică insultă pe care cineva i-o adresa unui membru din echipajul său. Garp a menționat faptul că  Roger putea fi violent, egoist și irascibil dar acțiunile sale erau pure, ca ale unui copil, și că a fost norocos că a supraviețuit atât de mult în ciuda firii lui nechibzuite.
Roronoa Zoro este spadasinul (și prietenul) echipajului de pirați al pălăriilor de paie.(Recompensa:1,111,000,000 de Belli) Visul său este de a deveni cel mai iscusit spadasin din lume, pentru ca acesta să își îndeplinească visul el trebuie să îl detroneze pe Dracule Mihawk (actualul cel mai iscusit spadasin al universului One Piece). Roronoa Zoro folosește 3 katana (câte una în fiecare mână și una în gură) el putând astfel folosi stilul cu 3 katana.
Roronoa Zoro a fost un vânător de pirați (deoarece majoritatea piraților aveau o reconpensă pe capul acestora) dar ulterior acesta a devenit unul cunoscându-l pe căpitanul său Monkey D Luffy.

## Episoade aparute
1138 episoade realizate.
Serialul anime One Piece este încă în producție.

## Impact cultural
La Jocurile Olimpice de la Tokyo din 2020, atletul grec Miltiadis Tentoglou a realizat o poză „Gear Second” înainte de a câștiga o medalie de aur la competiția masculină de sărituri în lungime. O genă din musca fructelor (Drosophila melanogaster) a fost numită „Baramicin”, inspirându-se parțial din personajul One Piece Buggy. Gena codifică o proteină care este împărțită în mai multe părți.

## Legături externe
- Site oficial ja
- Wikia One Piece în limba română